# Quận Mercer, North Dakota
Quận Mercer là một quận thuộc tiểu bang Bắc Dakota, Hoa Kỳ. Quận lỵ đóng ở Stanton6. Quận được đặt tên theo William Henry Harrison Mercer. Dân số theo điều tra năm 2010 của Cục điều tra dân số Hoa Kỳ là 8424 người.

## Địa lý
Theo Cục điều tra dân số Hoa Kỳ, quận này có diện tích 2880 km2, trong đó có 181 km2 là diện tích mặt nước.